# Rusten (Abt von St. Blasien)

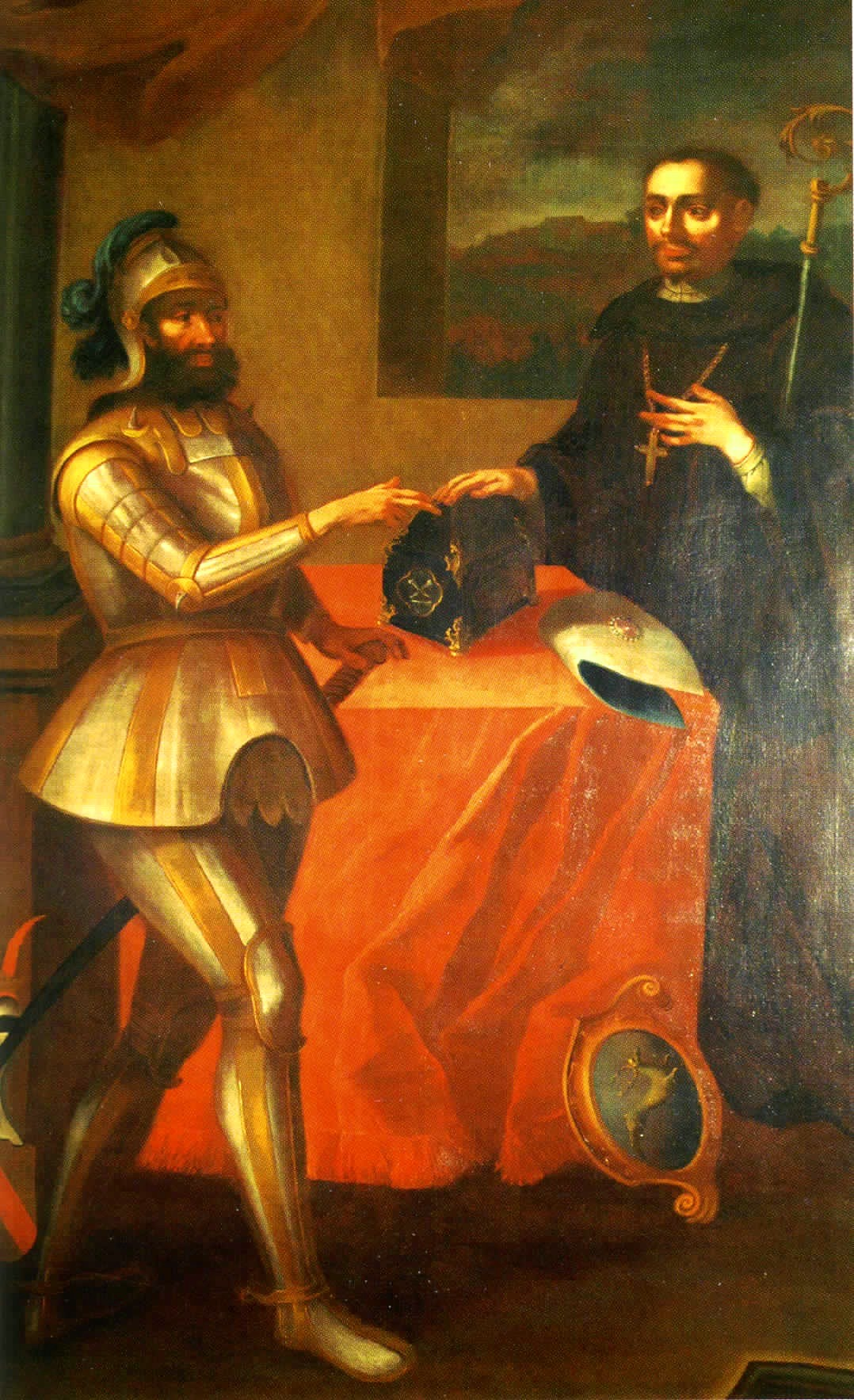
Werner von Kaltenbach übergibt seine Schenkung an Abt Rusten, Ölgemälde im Treppenaufgang im Schloss Bürgeln

Rusten (auch Rustenus oder Rustanus; † 19. September 1125 in St. Blasien) war von 1108 bis 1125 Abt im Kloster St. Blasien im Südschwarzwald. „Rusten kann als Gründer des Frauenklosters Berau (um 1115) gelten. Vermutlich hat er den in St. Blasien bestehenden Frauenkonvent ganz dorthin verlegt.“
Vom Fürstengericht unter Kaiser Heinrich V. erlangte er im Rahmen der unter ihm eingeleiteten Klosterreformen und seiner Bautätigkeit „1125 das Recht der freien Vogtwahl. Umgehend ersetzte er den vom Hochstift Basel eingesetzten Adelgoz durch den Zähringer Konrad – ein wichtiger Sieg für die klösterliche „libertas“ einerseits und im Machtkampf der Zähringer mit dem Hochstift Basel andererseits.“
Rusten wurde seliggesprochen.